# Хопвел Џанкшон (Њујорк)
Хопвел Џанкшон (енгл. Hopewell Junction) насељено је место без административног статуса у америчкој савезној држави Њујорк.

## Демографија
По попису из 2010. године број становника је 376, што је 2.234 (-85,6%) становника мање него 2000. године.
| Група             | 2000.         | 2010.       |
| Белци             | 2.322 (89,0%) | 310 (82,4%) |
| Афроамериканци    | 47 (1,8%)     | 8 (2,1%)    |
| Азијати           | 102 (3,9%)    | 6 (1,6%)    |
| Хиспаноамериканци | 104 (4,0%)    | 30 (8,0%)   |
| Укупно            | 2.610         | 376         |